# Гоенлокштедт
Гоенлокштедт (нім. Hohenlockstedt) — громада в Німеччині, розташована в землі Шлезвіг-Гольштейн. Входить до складу району Штайнбург. Складова частина об'єднання громад Келлінгузен.
Площа — 45,6 км2. Населення становить 6067 ос. (станом на 31 грудня 2020).

## Галерея

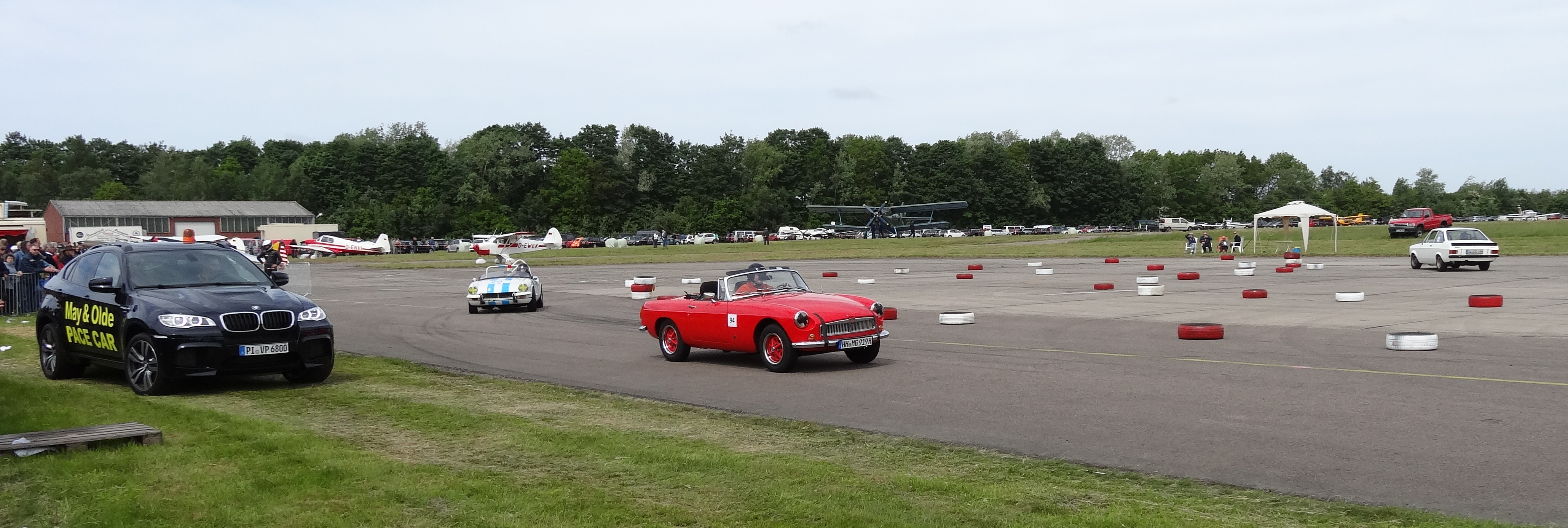